# Het verborgen orakel
Het verborgen orakel (originele Engelse titel: The Hidden Oracle) is een fictieboek van de schrijver Rick Riordan, gebaseerd op de Griekse mythologie. Het komt uit de beproevingen van Apollo (originele Engelse titel: The Trials of Apollo).

## Inhoud
De god Apollo is als straf door zijn vader de oppergod Zeus van de Olympus gegooid. Hij is een sterveling in de gedaante van de tiener Lester Papadopoulos. Hij moet nu een paar jaar de halfgod Meg dienen en als Zeus daarna tevreden is maakt hij de ongelukkige Apollo misschien weer tot god. Apollo vindt het heel verschrikkelijk om geen krachten meer te hebben, maar langzaam aan verandert hij in een beter persoon en leert hij hoe het is om als een sterveling te leven terwijl hij levensgevaarlijke beproevingen moet doorstaan om zijn orakels te redden. Het eerste orakel dat hij moet redden van het triumviraat van oude Romeinse keizers is het bos van Dodona.

## De beproevingen van Apollo
- Het verborgen orakel
- De duistere voorspelling
- De brandende doolhof
- De tombe van de tiran
- De toren van Nero